# Zgornja Slivnica
Zgornja Slivnica je naselje v Občini Grosuplje.